# Правительство Алексиса Ципраса (сентябрь 2015 года)
Правительство Алексиса Ципраса — правительство Греции, сформированное после перестановки 5 ноября 2016 года премьер-министром Алексисом Ципрасом. Правительство создано коалицией партий «СИРИЗА» и «Независимые греки». Предыдущий состав правительства Алексиса Ципраса был сформирован 23 сентября 2015 года. 9 июля 2019 года был сформирован кабинет Мицотакиса.

## С ноября 2016 года
После перестановки 5 ноября 2016 года состав правительства Алекса Ципраса принял следующий вид:
| Министерство                                                              | Действующий министр         | Партия              | Начало полномочий     | Конец полномочий |
| ------------------------------------------------------------------------- | --------------------------- | ------------------- | --------------------- | ---------------- |
| Премьер-министр                                                           | Алексис Ципрас              | «СИРИЗА»            | 21 сентября 2015 года |                  |
| Вице-премьер                                                              | Яннис Драгасакис            | «СИРИЗА»            | 23 сентября 2015 года |                  |
| Министр внутренних дел                                                    | Панайотис Скурлетис         | «СИРИЗА»            | 5 ноября 2016 года    |                  |
| Министр экономики и развития                                              | Димитрис Пападимитриу       |                     | 5 ноября 2016 года    |                  |
| Министр цифровой политики, телекоммуникаций и средств массовой информации | Никос Папас                 | «СИРИЗА»            | 5 ноября 2016 года    |                  |
| Министр национальной обороны                                              | Панос Камменос              | «Независимые греки» | 23 сентября 2015 года |                  |
| Министр образования, науки и религии                                      | Константинос Гавроглу       | «СИРИЗА»            | 5 ноября 2016 года    |                  |
| Министр труда, социального страхования и социального обеспечения          | Эфи Ахциоглу                | «СИРИЗА»            | 5 ноября 2016 года    |                  |
| Министр иностранных дел                                                   | Никос Кодзиас               | беспартийный        | 23 сентября 2015 года |                  |
| Министр юстиции, прозрачности и прав человека                             | Хараламбос-Ставрос Контонис | «СИРИЗА»            | 5 ноября 2016 года    |                  |
| Министр финансов                                                          | Эвклид Цакалотос            | «СИРИЗА»            | 23 сентября 2015 года |                  |
| Министр здравоохранения                                                   | Андреас Ксантос             | «СИРИЗА»            | 23 сентября 2015 года |                  |
| Министр административной реформы                                          | Ольга Геровасили            | «СИРИЗА»            | 5 ноября 2016 года    |                  |
| Министр культуры и спорта                                                 | Лидия Кониорду              | «СИРИЗА»            | 5 ноября 2016 года    |                  |
| Министр охраны окружающей среды и энергетики                              | Йоргос Статакис             | «СИРИЗА»            | 5 ноября 2016 года    |                  |
| Министр инфраструктуры и транспорта                                       | Христос Спирдзис            | «СИРИЗА»            | 5 ноября 2016 года    |                  |
| Министр миграционной политики                                             | Яннис Музалас               | беспартийный        | 5 ноября 2016 года    |                  |
| Министр морского флота и островной политики                               | Панайотис Курумблис         | «СИРИЗА»            | 5 ноября 2016 года    |                  |
| Министр сельского хозяйства и продовольствия                              | Вангелис Апостолу           | «СИРИЗА»            | 23 сентября 2015 года |                  |
| Министр туризма                                                           | Елена Кундура               | «Независимые греки» | 5 ноября 2016 года    |                  |
| Министр государства                                                       | Алекос Фламбурарис          | «СИРИЗА»            | 23 сентября 2015 года |                  |
| Министр государства                                                       | Христофорос Вернардакис     | «СИРИЗА»            | 5 ноября 2016 года    |                  |
| Министр государства и официальный представитель правительства             | Димитрис Дзанакопулос       | «СИРИЗА»            | 5 ноября 2016 года    |                  |

## Сентябрь 2015 года — ноябрь 2016 года
23 сентября 2015 года был сформирован состав правительства Греции после парламентских выборов 20 сентября 2015 года. Правительство создано коалицией партий «СИРИЗА» и «Независимые греки». Состав правительства принял следующий вид:
| Министерство                                                     | Действующий министр  | Партия              | Начало полномочий     | Конец полномочий   |
| ---------------------------------------------------------------- | -------------------- | ------------------- | --------------------- | ------------------ |
| Премьер-министр                                                  | Алексис Ципрас       | «СИРИЗА»            | 21 сентября 2015 года |                    |
| Вице-премьер                                                     | Яннис Драгасакис     | «СИРИЗА»            | 23 сентября 2015 года |                    |
| Министр внутренних дел и административной реформы                | Панайотис Курумблис  | «СИРИЗА»            | 23 сентября 2015 года | 5 ноября 2016 года |
| Министр экономики, развития и туризма                            | Йоргос Статакис      | «СИРИЗА»            | 23 сентября 2015 года | 5 ноября 2016 года |
| Министр национальной обороны                                     | Панос Камменос       | «Независимые греки» | 23 сентября 2015 года |                    |
| Министр образования, науки и религии                             | Никос Филис          | «СИРИЗА»            | 23 сентября 2015 года | 5 ноября 2016 года |
| Министр труда, социального страхования и социального обеспечения | Йоргос Катрунгалос   | «СИРИЗА»            | 23 сентября 2015 года | 5 ноября 2016 года |
| Министр иностранных дел                                          | Никос Кодзиас        | беспартийный        | 23 сентября 2015 года |                    |
| Министр юстиции, прозрачности и прав человека                    | Никос Параскевопулос | беспартийный        | 23 сентября 2015 года | 5 ноября 2016 года |
| Министр финансов                                                 | Эвклид Цакалотос     | «СИРИЗА»            | 23 сентября 2015 года |                    |
| Министр здравоохранения                                          | Андреас Ксантос      | «СИРИЗА»            | 23 сентября 2015 года |                    |
| Министр культуры и спорта                                        | Аристидис Балтас     | «СИРИЗА»            | 23 сентября 2015 года | 5 ноября 2016 года |
| Министр охраны окружающей среды и энергетики                     | Панайотис Скурлетис  | «СИРИЗА»            | 23 сентября 2015 года | 5 ноября 2016 года |
| Министр инфраструктуры, транспорта и коммуникаций                | Христос Спирдзис     | «СИРИЗА»            | 23 сентября 2015 года | 5 ноября 2016 года |
| Министр морского флота и островной политики                      | Тодорис Дрицас       | «СИРИЗА»            | 23 сентября 2015 года | 5 ноября 2016 года |
| Министр сельского хозяйства и продовольствия                     | Вангелис Апостолу    | «СИРИЗА»            | 23 сентября 2015 года |                    |
| Министр государства                                              | Никос Папас          | «СИРИЗА»            | 23 сентября 2015 года | 5 ноября 2016 года |
| Министр государства                                              | Алекос Фламбурарис   | «СИРИЗА»            | 23 сентября 2015 года |                    |